# Скельська печера
Скельська сталактитова печера (крим. Skele Qoba) — розташована в Криму на схилі Байдарської долини поблизу села Родниківське, Крим. Сталактитовая печера утворена в результаті дій підземних вод кілька мільйонів років тому.
З 7 вересня 2023 року місцевість передана до Бахчисарайського району Автономної Республіки Крим.

## Опис
Скельська печера розташована на південному схилі відрога Ай-Петрінського масиву. Охороняється законом з 1964 року, оголошена пам'ятником природи. Відкрита і вперше пройдена печера в 1904 р. місцевим вчителем Е. Кириловим.

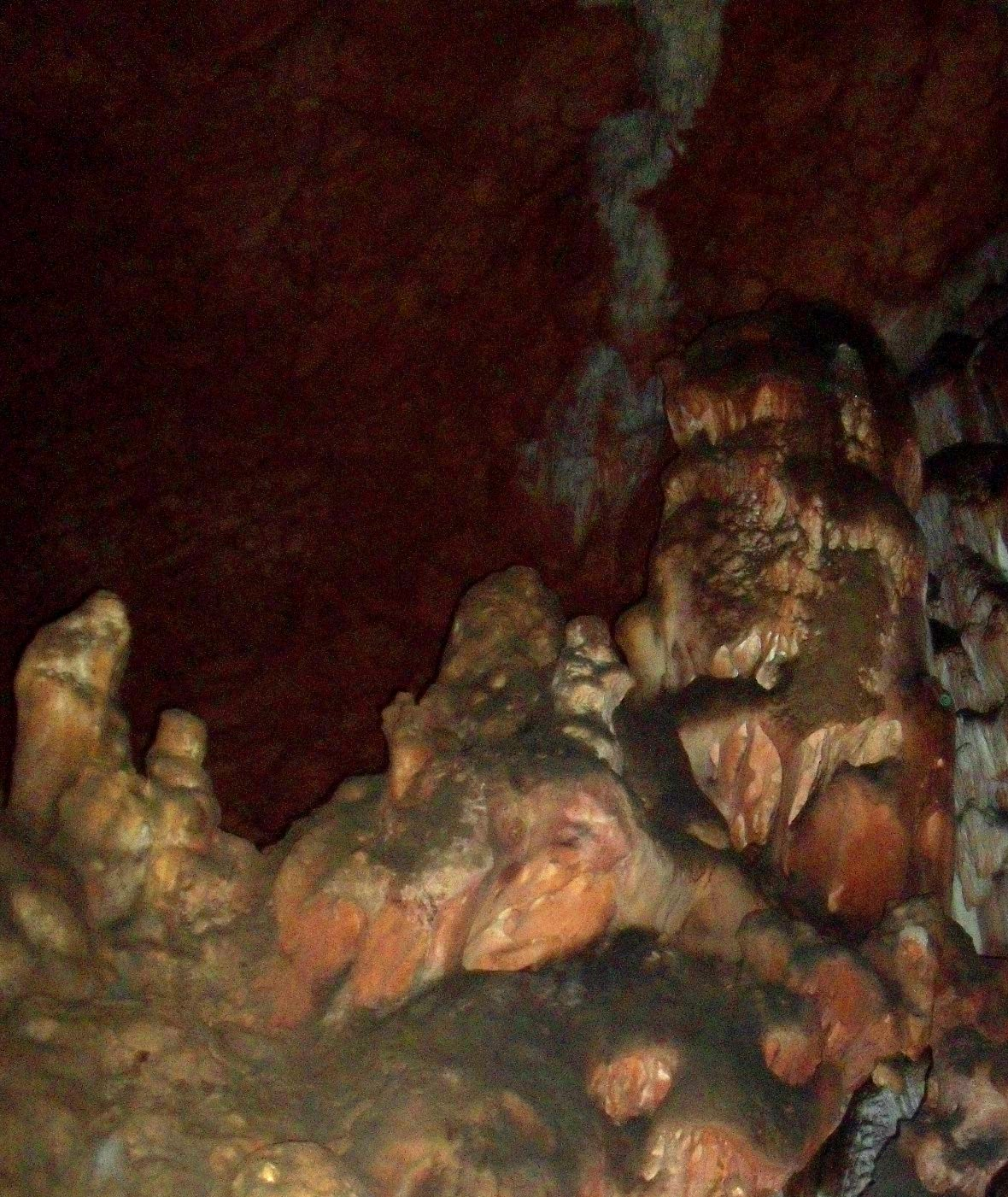
7-метровий сталагміт «Сфінкс» у Скельській печері

Скельська печера є своєрідним природним заповідником. Вона утворилася в результаті дії підземних вод у вапнякових породах. За підрахунками фахівців Скельській печері декілька мільйонів років. Тут були знайдені кістки вимерлих тварин: лісового кота, кримського сайгака та ін.
Печера має значні розміри, красу і порівняно хороший стан. Складається з декількох залів.
Найбільший і найгарніший із залів — другий. Довжина цього залу, витягнутого з півночі на південь 80 м, середня ширина — 10-18 м, висота готичного зведення досягає 25 м. Стіни прикрашені численними натічними завісами і ребрами, оригінальними нішами-ваннами. Тут же височіють колони, зрощення сталактитів і сталагмітів. Загальна протяжність всіх галерей печери сягає 570 метрів. Найбільшою визначною пам'яткою другого залу, а також всієї Скельської печери є 7-метровий сталагміт. У другому залі є провал (колодязь), який веде до нижнього поверху печери.
У печері відомо кілька озер глибиною до 70 м. У паводок рівень води підвищується, а при накладенні весняних злив на сніготанення відбувається вилив води з печери. У верхній частині є багаті натічні відкладення (колони), в нижній і середній частинах — відсортовані водні механічні відкладення (галька, пісок, глина). У печері виявлено багате місцезнаходження хребетних голоценових віку і рясна спелеофауна.
Печера обладнана у 2003 році ялтинськими спелеологами під керівництвом Сергія Андрійовича Ковальчука (speleotur.com) для відвідин (спеціальними пішохідними доріжками, сходами і освітленням). Під час Другої світової війни печера імовірно була пристанищем для партизанів.
У 2011 році київський спелеолог Олег Климчук здійснив найглибшу в Україні спелеологічну експедицію — і досяг глибини печери у 56 м.